# Роман Сидорович
Роман Сидорович (ум. 1419) — псковский посадник в конце XIV — первой четверти XV в.

## В летописях
Посадник Роман впервые упоминается в псковских летописях под 1397 г. Он вместе с князем Григорием Астафьевичем и посадником Сысоем были посланы псковичами в Новгород для подписания мира. 18 июня 1397 г. был подписан мирный договор между псковскими посланцами и новгородским руководством во главе посадника Тимофея Юрьевича и тысяцкого Никиты Фёдоровича.
Являясь одновременно посадником и старостой храма святой Троицы, Роман в 1402 г. поставил крест на Троицкий собор вместе с другим старостой Аристом Павловичем. Под 1404 г. псковичи заложили каменную стену возле реки Псковы. В псковских летописях идёт перечисление, при каких высших должностных лицах это было совершено — при князьях Данииле Александровиче и Григории Астафьевиче, при посадниках Ефреме, Романе, Леонтии и Панкрате.
Вместе с псковским князем Константином Дмитриевичем, посадник Роман Сидорович участвовал в войне против немцев за реку Нарова летом 1407 г. 18 июня 1416 г. была построена церковь святой Софии возле Довмонтовой стены при псковских посадниках Ларионе Дойниковиче, Романе, Иване, Феодосии и Микуле. Во время приезда владыки Симеона в Псков 16 октября 1419 г. на три недели, умирает посадник Роман.

## Семья
Некоторые исследователи считают, что Роман Сидорович мог быть сыном псковского посадника Сидора и братом посадника Ивана Сидоровича.